# جايسون مكدونالد
جايسون مكدونالد (بالإنجليزية: Jason McDonald)‏ هو لاعب كرة قاعدة أمريكي، ولد في 20 مارس 1972 في موديستو في الولايات المتحدة.

## وصلات خارجية
- جايسون مكدونالد على موقعبيزبول رفرنس.كوم (الدوري الرئيسي) (الإنجليزية)
- جايسون مكدونالد على موقعبيزبول رفرنس.كوم (الدوري الثانوي) (الإنجليزية)